# Ga Samsong
Ga Samsong là ga tàu điện ngầm trên Tuyến 3 của Tàu điện ngầm Seoul. Nó còn có tên là Đại học NH.

## Bố trí ga
| Wonheung ↑ |
| \| N/B     |
| ↓ Jichuk   |

| Hướng Bắc | ●Tuyến 3 | ← Hướng đi Daehwa  |
| Hướng Nam | ●Tuyến 3 | → Hướng đi Ogeum → |

## Hành khách
| Tuyến   | Số lượng | Số lượng | Số lượng | Số lượng | Số lượng | Số lượng | Số lượng |
| Tuyến   | 2000     | 2001     | 2002     | 2003     | 2004     | 2005     | 2006     |
| ------- | -------- | -------- | -------- | -------- | -------- | -------- | -------- |
| Tuyến 3 | 4174     | 4983     | 5246     | 5853     | 4667     | 4951     | 5293     |